# 莱格朗德洛日
莱格朗德洛日（法語：Les Grandes-Loges，法語發音：[le ɡʁɑ̃d lɔʒ]）是法国马恩省的一个市镇，位于该省中部偏北，属于香槟沙隆区。

## 地理
莱格朗德洛日（49°3'55"N, 4°17'36"E）面积12.82 平方千米，位于法国大東部大區马恩省，该省份为法国东北部内陆省份，北起阿登省，西北接埃纳省，西南接塞纳-马恩省，南至奥布省，东南接上马恩省，东临默兹省。
与莱格朗德洛日接壤的市镇（或旧市镇、城区）包括：艾尼、布伊、瑞维尼、利夫里-卢韦尔西、沃德芒日、拉沃夫、弗罗。

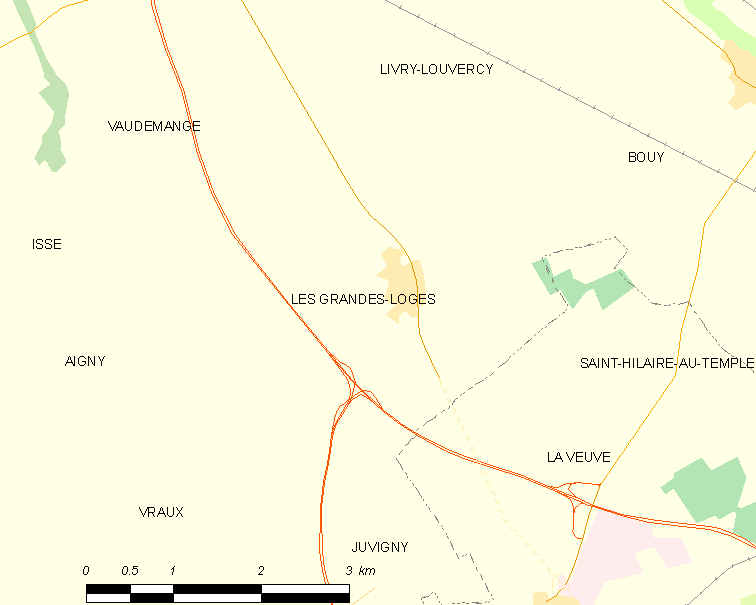
莱格朗德洛日的OSM定位图

莱格朗德洛日的时区为UTC+01:00、UTC+02:00（夏令时）。

## 行政
莱格朗德洛日的邮政编码为51400，INSEE市镇编码为51278。

## 政治
莱格朗德洛日所属的省级选区为香槟沙隆第二县。

## 人口

1962-2008年间莱格朗德洛日人口变化图示

莱格朗德洛日于2022年1月1日时的人口数量为285人。